# Pilsbryspira collaris
Pilsbryspira collaris é uma espécie de gastrópode do gênero Pilsbryspira, pertencente a família Pseudomelatomidae.